# O Descobrimento do Brasil (filme)
O Descobrimento do Brasil é um filme brasileiro do gênero drama, dirigido por Humberto Mauro em 1936, com trilha sonora de Heitor Vila-Lobos. Realizado com o apoio do governo brasileiro pelo Instituto Nacional de Cinema Educativo (INCE), vinculado ao Ministério da Educação e Cultura, e produção do Instituto de Cacau da Bahia sob a orientação do presidente Ignácio Tosta Filho; colaboração e verificação histórica de Edgar Roquette Pinto, Afonso de E. Taunay e Bernardino José de Souza. Foi restaurado em 1997 pelo CTAv/FUNARTE a partir de um contratipo recuperado pela Cinemateca Brasileira. Tosta Filho havia iniciado as filmagens com a direção de Alberto Campiglia mas devido a demora dos trabalhos, Humberto Mauro foi chamado. Segundo ele, ao assumir a direção apenas os atores haviam sido escolhidos e muito pouco havia sido filmado.
Em forma de narrativa épica, narrado com textos extraídos da Carta de Pero Vaz de Caminha, conta a chegada da frota portuguesa às costas brasileiras, em 1500. Para a cena da primeira missa no Brasil, Humberto Mauro tentou reproduzir fielmente o famoso quadro de Victor Meirelles
Descobrimento do Brasil representou o Brasil no Festival de Veneza de 1938.

## Enredo
A história começa em 9 de março de 1500, quando a frota de Pedro Álvares Cabral partiu de Lisboa com destino às Índias. Por uma mapa animado vê-se a rota seguida pela frota, passando pelas ilhas Canárias, do Cabo Verde e São Nicolau (que foi avistada no dia 22 de março, conforme o piloto Pedro Escobar). Na noite do dia seguinte, perdeu-se a nau de Vasco de Ataíde.
Os portugueses seguem viagem por águas desconhecidas até que entre 21 e 22 de abril descobrem sinais de terra e avistam o Monte Pascoal, no litoral brasileiro. Ao vistoriar o lugar fazem contato com os nativos locais, chamados de índios, e levam dois para se encontrarem com o Cabral.
Os encontros são amistosos e os índios ajudam aos tripulantes restabelecerem suas provisões e barris de água. Ao final, há a grande celebração da Primeira missa no Brasil com a participação de todos os tripulantes e grande número de nativos.

## Elenco
- Álvaro Costa como Pedro Álvares Cabral
- Alfredo Silva como Frei Henrique de Coimbra
- Arthur Oliveira como Pedro Escobar
- Armando Duval como Nicolau Coelho / Bartolomeu Dias
- De Los Rios como Duarte Pacheco
- Hélio Barroso como Edgar
- João de Deus como Ayres Corrêa
- J. Silveira como Alfredo Cunha
- Manoel Rocha como Pero Vaz de Caminha